# Kostel Nalezení svatého Kříže (Moravská Třebová)
Kostel Nalezení svatého Kříže (známý také jako kostel Povýšení svatého kříže) stojí na hřbitově v Moravské Třebové. Byl vybudován v období renesance na místě původního, pravděpodobně dřevěného kostela.

## Historie

### Stavba
Na místě dnešního kostela stával pravděpodobně dříve již dřevěný kostelík. Do jeho blízkosti pak roku 1499 nechal Ladislav Černohorský z Boskovic přemístit městský hřbitov, který byl do té doby uvnitř městských hradeb u kostela Nanebevzetí Panny Marie. Původní kostel byl dokončen někdy před rokem 1505, jelikož tímto letopočtem jsou datovány zvony v sanktusníku.

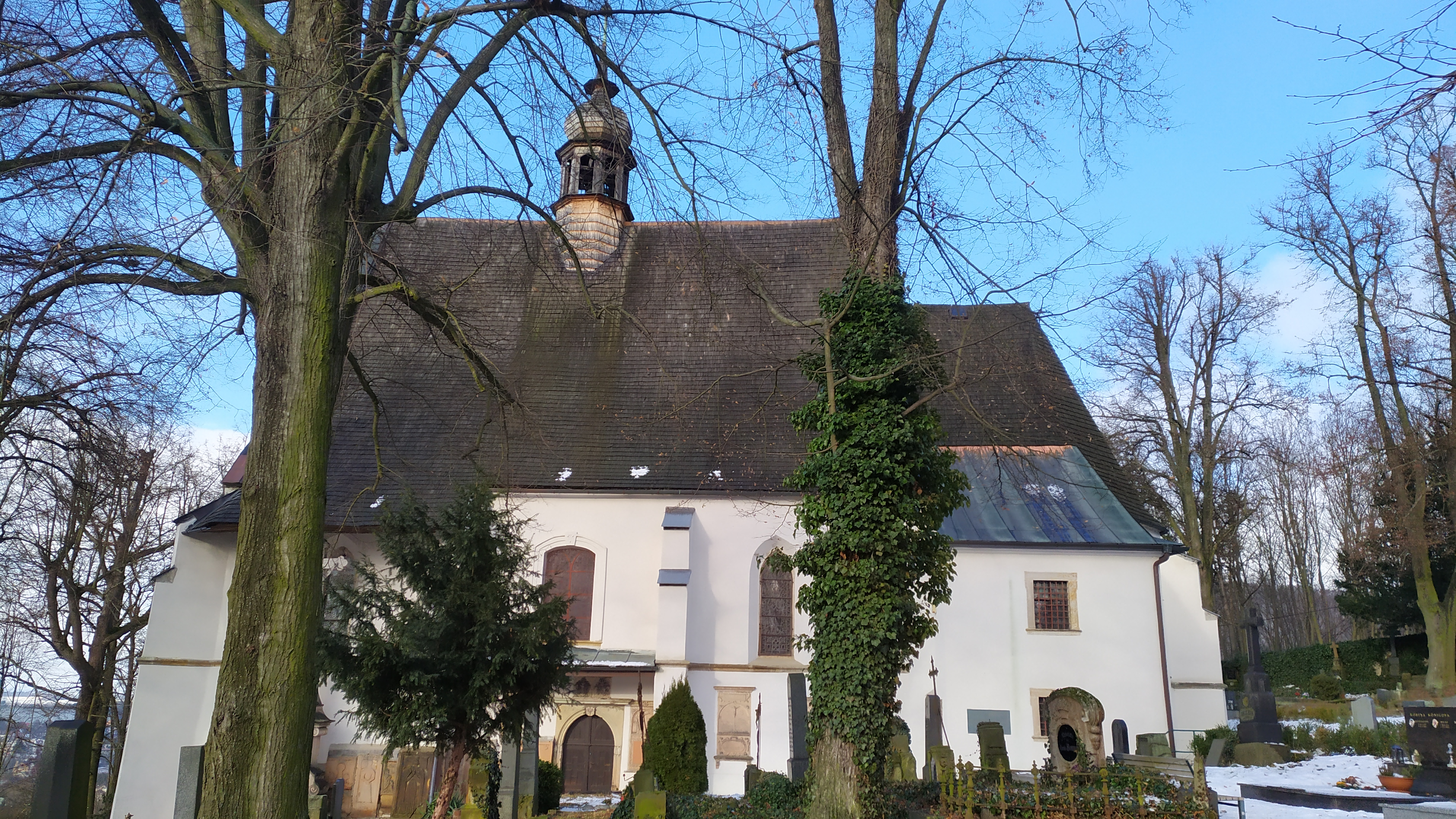
Fotografie zachycuje kostel mezi stromy v areálu hřbitova

O výstavbě nového chrámu rozhodla městská rada roku 1602. Výstavbu mezi lety 1603-1605 vedl stavitel Andreas Balzer z Nisy. Výsledkem je renesanční trojlodní stavba. Presbytář je napojen na střední loď. V západní stěně s trojúhelným štítem se nacházejí dvě hrotitá okénka, pod nimi římsa a další tři hrotitá okénka. Zvenčí jsou také opěrné pilíře. Ve vstupu kostela v jižní části je osazen renesanční portál, nad ním alianční erbovní deska tehdejšího majitele města Ladislava Velena ze Žerotína a jeho ženy Bohunky z Kunovic.
Při bouři roku 1700 vichřice strhla střechu a značně poškodila věž. Kvůli špatnému stavu se v roce 1785 dokonce uvažovalo o zboření stavby. Na záchraně se podíleli farníci z města a z okolních obcí. Výraznou rekonstrukcí prošel kostel roku 1838, tehdy byla opravena i hřbitovní zeď.

### Interiér

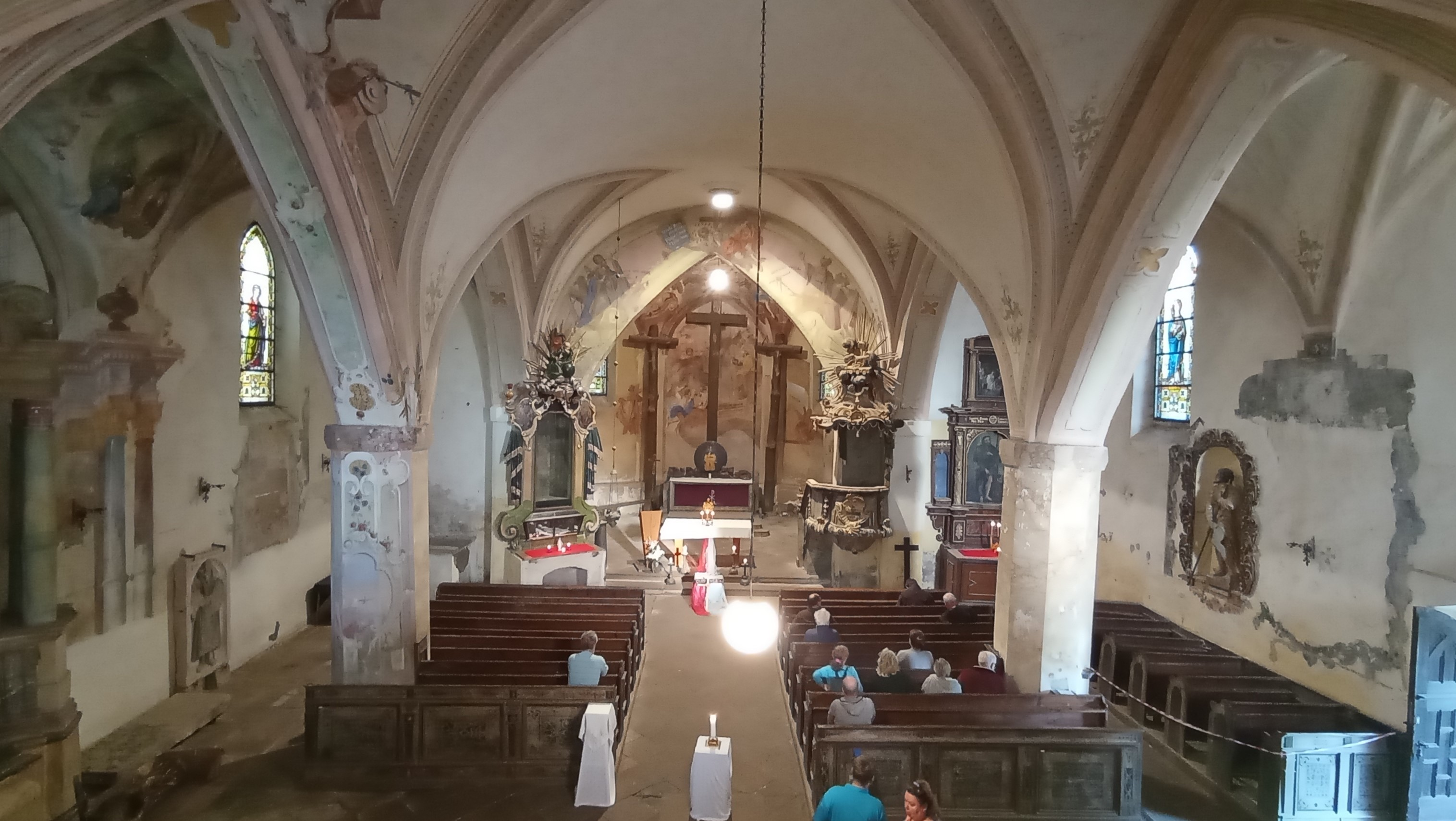
Interiér kostel při pohledu z kůru

Interiér kostela byl v době baroka vyzdoben freskami od významného malíře Judy Tadeáše Suppera. Dokončeny byly v roce 1755 a námětem byla legenda o Nalezení svatého Kříže.
Velkou cenu mají i manýristické lavice z roku 1632. Právě při jejich opravě na konci 19. století bylo zjištěno, že podlaha kostela je vydlážděna kamennými náhrobníky. Ty byly takto použity v době protireformace. Postupně pak byly vyzvednuty a umístěny do vnější stěny kostela a do lapidária, vzniklého v kapli sv. Markéty.
V presbytáři jsou tři dřevěné kříže, které dříve stály na vrcholu Křížového vrchu. Roku 1510 je nechal sejmout a do kostela umístit Ladislav Černohorský z Boskovic a nahradil je kamenným sousoším.
Původní kostelní varhany pocházely z roku 1682. Současné jsou od firmy Rieger z Krnova vyrobené v roce 1877.
V kostele se nacházely malované epitafy rodiny Zachariáše Schartna z roku 1582, Ondřeje Rollera z roku 1661, manželek Ondřeje Kirschnera z roku 1662, rodiny Ondřeje Mayera z 2. pol. 17. století a oltářní epitaf neznámé rodiny z 2. poloviny 17. století. Dochován je pouze nejstarší epitaf z roku 1582 v městském muzeu. Na kruchtě kostela se nachází malovaný epitafní cyklus pašijí z roku 1661.

### Okolí kostela

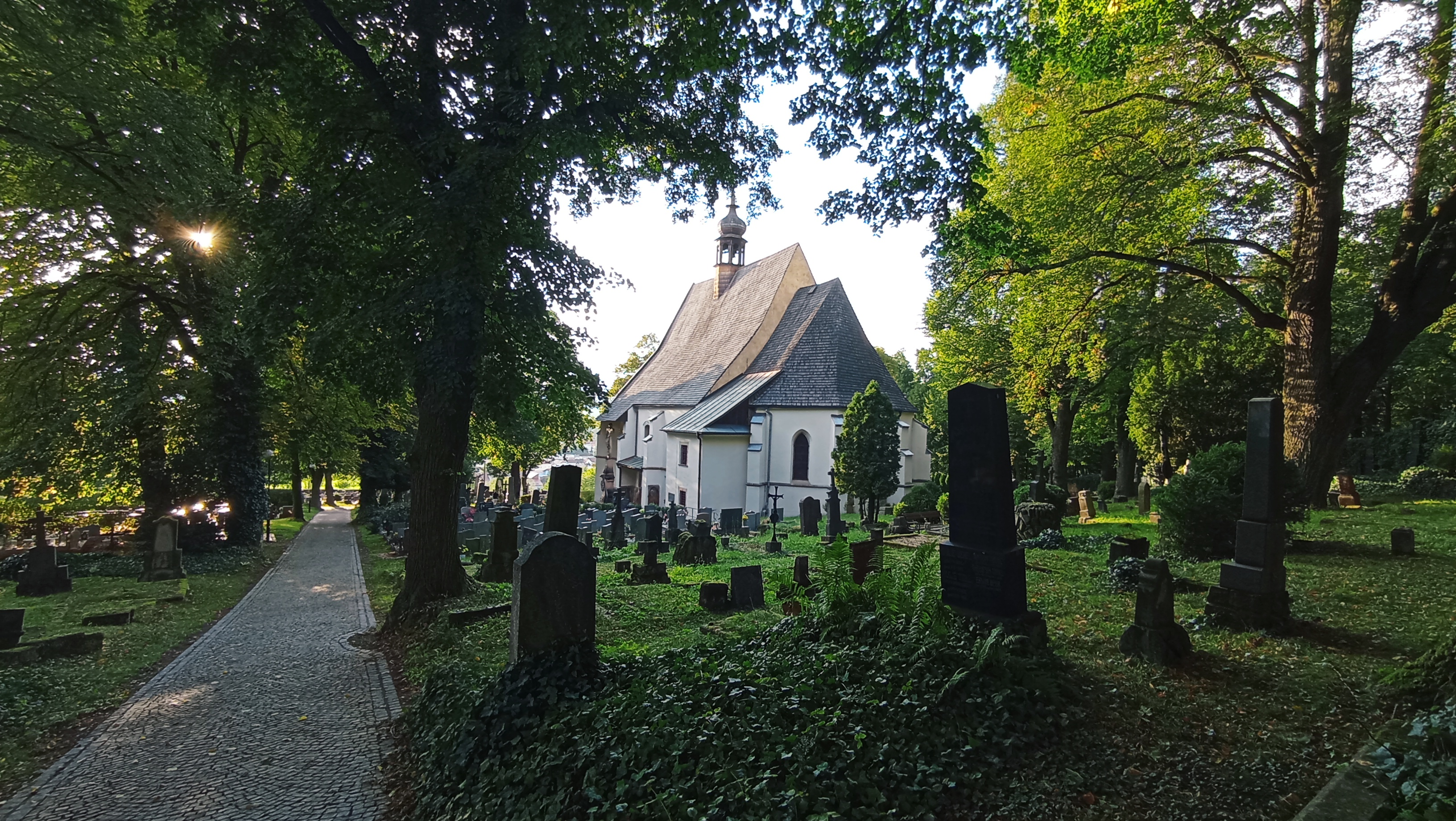
Pohled z východu

Okolo kostela je městský hřbitov ohraničený kamennou zdí. Přímo u kostela byl roku 1753 vybudován rokokový kříž. Jeho autorem je František Josef Seitl. Ve východní zdi je empírová kaple sv. Markéry, využívaná od roku 1912 jako lapidárium pro náhrobníky z interiéru kostela.
Ke hřbitovu vede kryté schodiště z roku 1575, kterému se přezdívá schody mrtvých. Vstupuje se do něj kamenným portálem s erby pánů z Boskovic a města Moravská Třebová. Na schodiště navazuje lipová alej vedoucí až ke hřbitovní bráně.

### Kostel v současnosti
Stavba nebyla v současnosti příliš využívána. Bohoslužby se zde konaly jen sporadicky, na svátek Povýšení svatého Kříže 14. září a na Dušičky 2. listopadu. Církev neměla na údržbu interiéru dostatek financí. Město Moravská Třebová se tak dohodlo s římskokatolickou farností na bezplatném převodu památky do vlastnictví města s platností od 1. ledna 2024. Stavba by tak měla projít rekonstrukcí interiéru a mobiliáře a měla by být častěji otevřena veřejnosti. Fakulta restaurování provedla průzkum napadení dřevokazným hmyzem, čištění a došlo k sanačnímu ošetření mobiliáře.

## Pověsti
Ke kostelu se vážou i některé pověsti. První z nich vypráví o době, kdy město vlastnil jeho zakladatel Boreš z Rýzmburka. Pasáček měl na Křížovém vrchu nalézt dřevěný kříž, který donesl na hrad na Hradisku do kaple. Kříž se ale každé ráno objevil zpátky na místě, kde jej pasáček našel. Na místě nechal Boreš postavit dřevěnou kapli Nalezení svatého Kříže.
Druhá se pojí se sušickým dělníkem, který pracoval v kryptě kostela. Jednomu z nebožtíků zcizil křížek. O půlnoci, když dělník spal, se za oknem jeho domu mihl stín. Umrlec si měl přijít pro svůj křížek a muž na místě zemřel vyděšením.